# Schwalbennest von Neckarsteinach
Das Schwalbennest von Neckarsteinach ist ein Naturschutzgebiet in der Stadt Neckarsteinach im hessischen Landkreis Bergstraße.

## Lage
Das Naturschutzgebiet Schwalbennest von Neckarsteinach befindet sich im Neckartal im Naturraum Odenwald-Neckartal des Sandsteinodenwalds. Es liegt an einem Steilhang auf der Ostseite des Ochsenkopfes (416 m), flussabwärts von Neckarsteinach auf der rechten Flussseite. Das Gebiet erstreckt sich von der Hinterburg etwa 800 Meter über den Berghang oberhalb der Bundesstraße 45/37.
Im Schutzgebiet liegen ein ehemaliger Steinbruch und die namensgebende Burgruine Schwalbennest.
Das Gebiet liegt im Geo-Naturpark Bergstraße-Odenwald, im FFH-Gebiet Odenwald bei Hirschhorn sowie im EU-Vogelschutzgebiet Unteres Neckartal bei Hirschhorn.

## Naturschutzgebiet
Das Schwalbennest von Neckarsteinach wurde mit einer Größe von etwa 9,3 Hektar 1981 unter Schutz gestellt.
Das Schutzgebiet dient der Erhaltung und Sicherung von Rast- und Brutplätzen für Wanderfalken, insbesondere in dem ehemaligen Steinbruch. Die Brutplätze werden von Zeit zu Zeit freigeschnitten. Der umliegende, alte Eichenwald ist als Kernfläche Naturschutz ausgewiesen, wird also nicht forstlich bewirtschaftet und ist außerdem ein wichtiger Lebensraum der Mopsfledermaus. In den Eichenwäldern befinden sich mehrere Mittelspechtreviere.

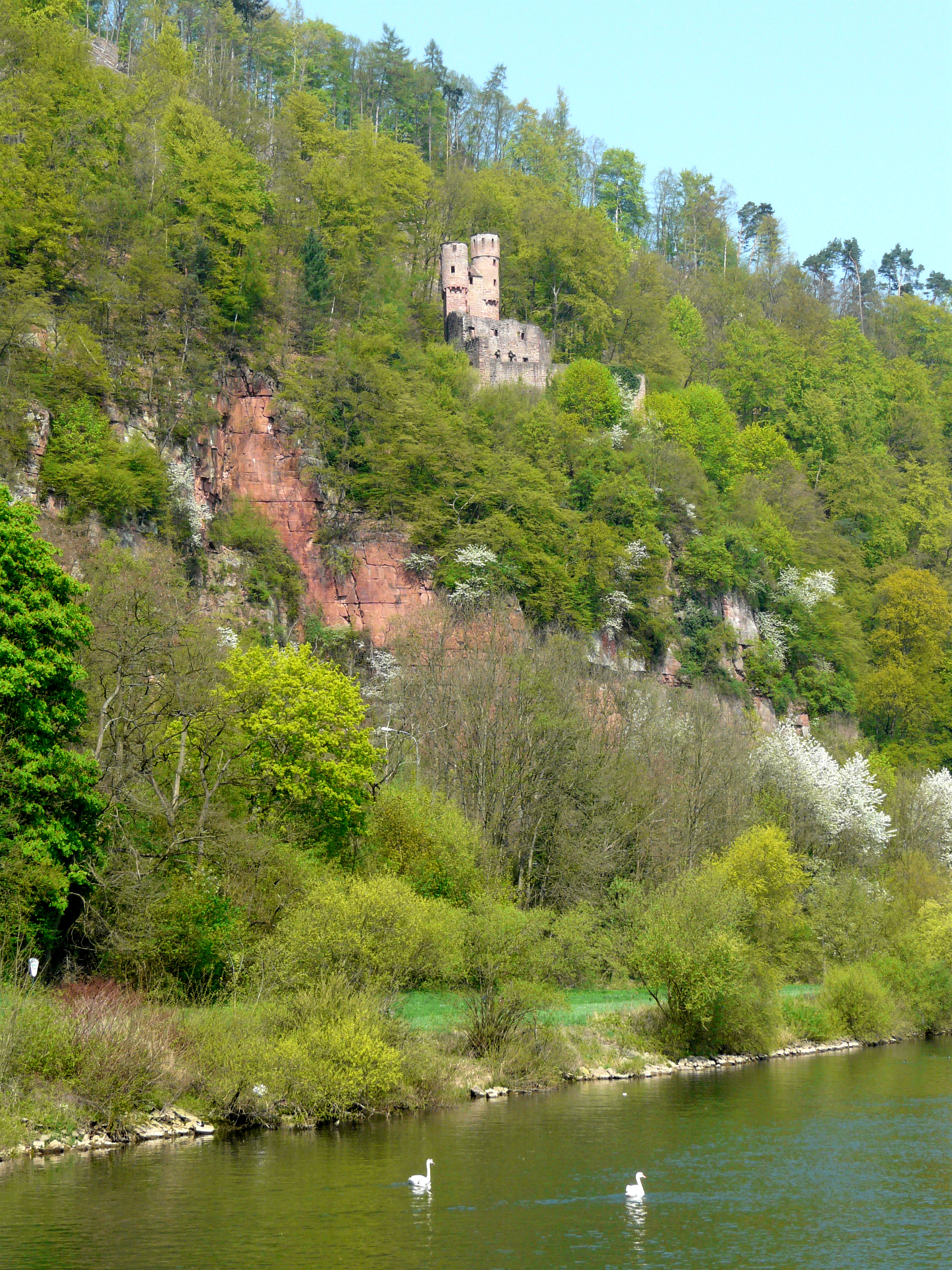
Ruine Schwalbennest und Steinbruch
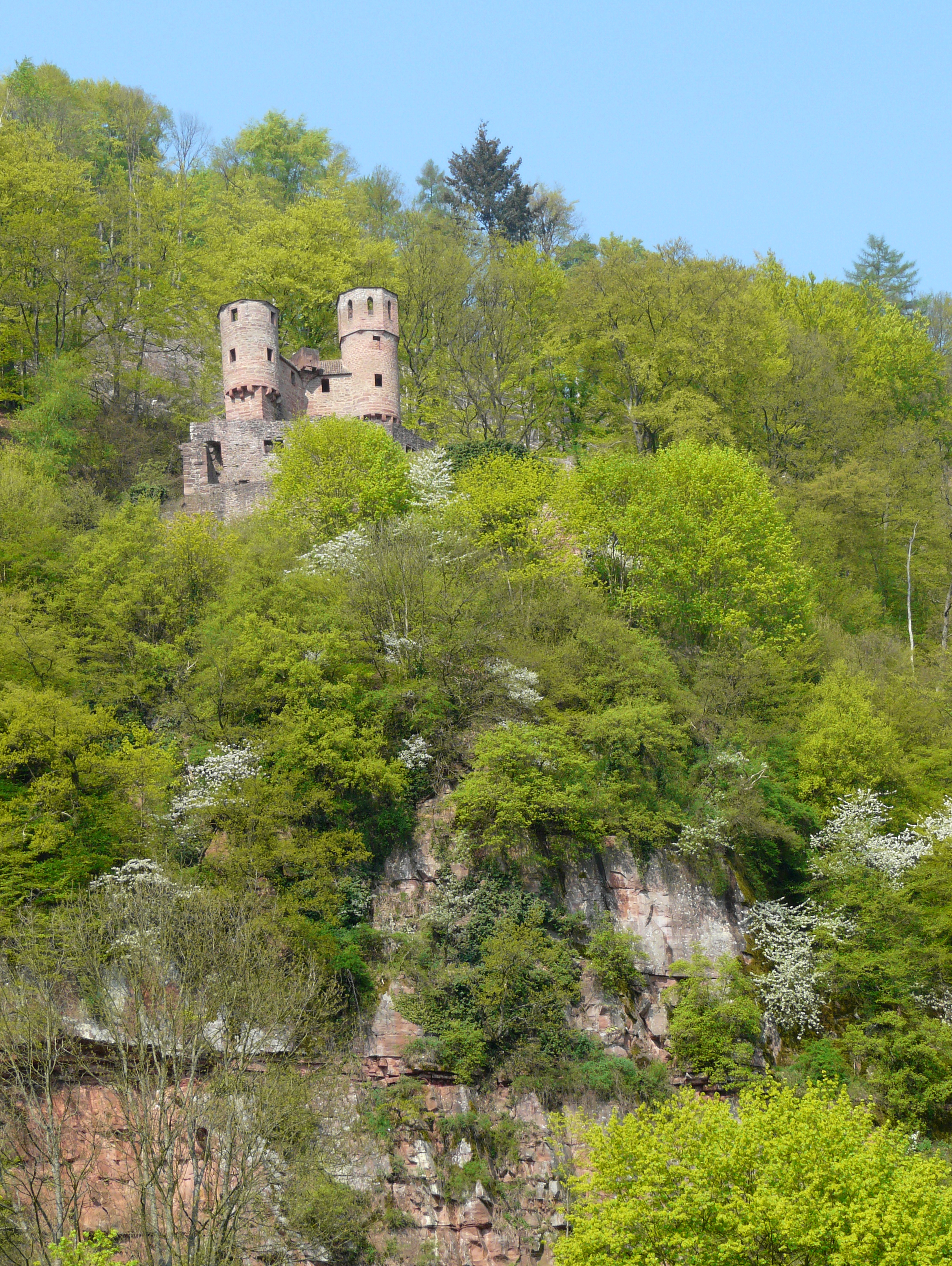
Ruine Schwalbennest
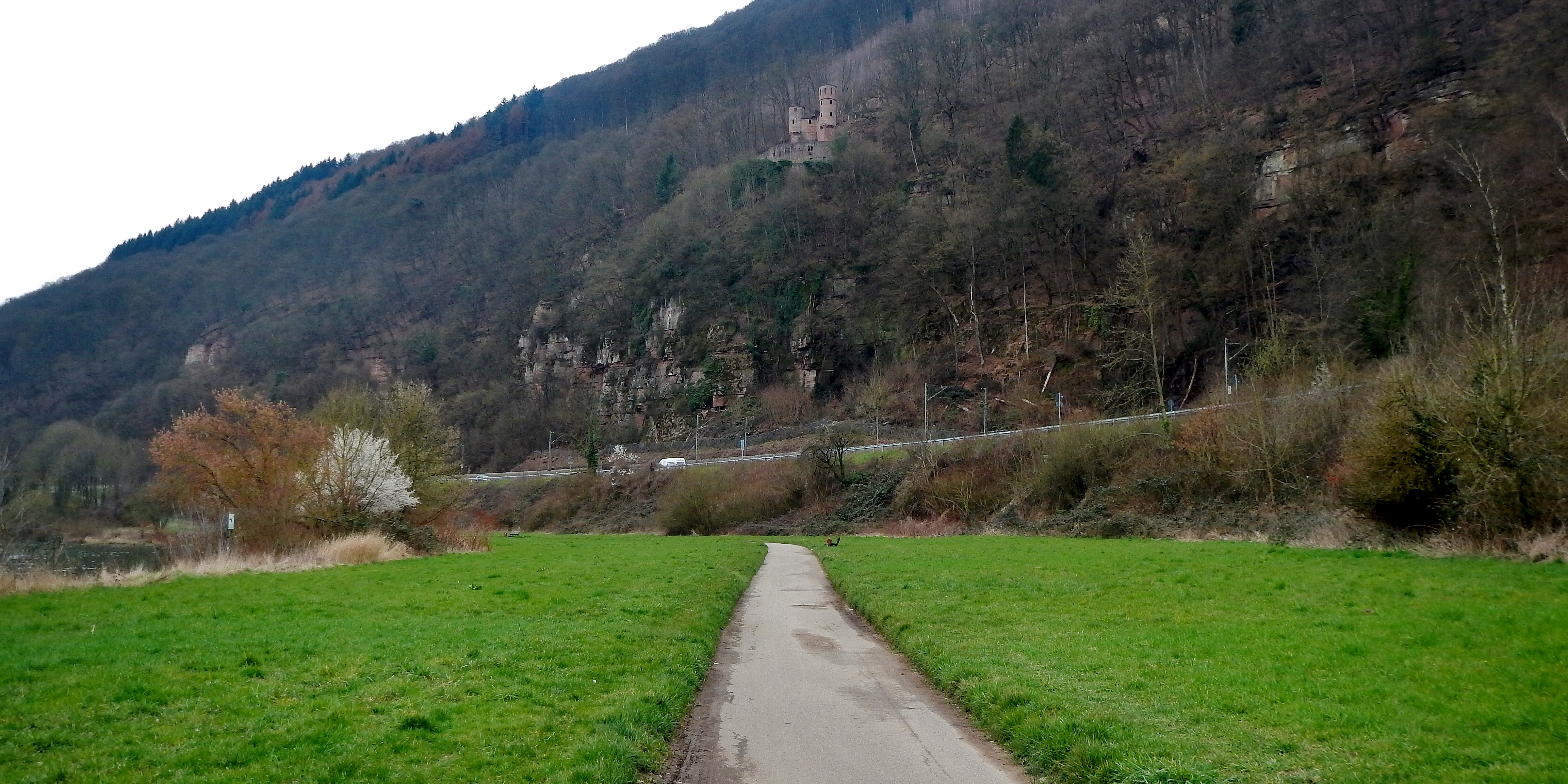
Blick vom Neckarufer
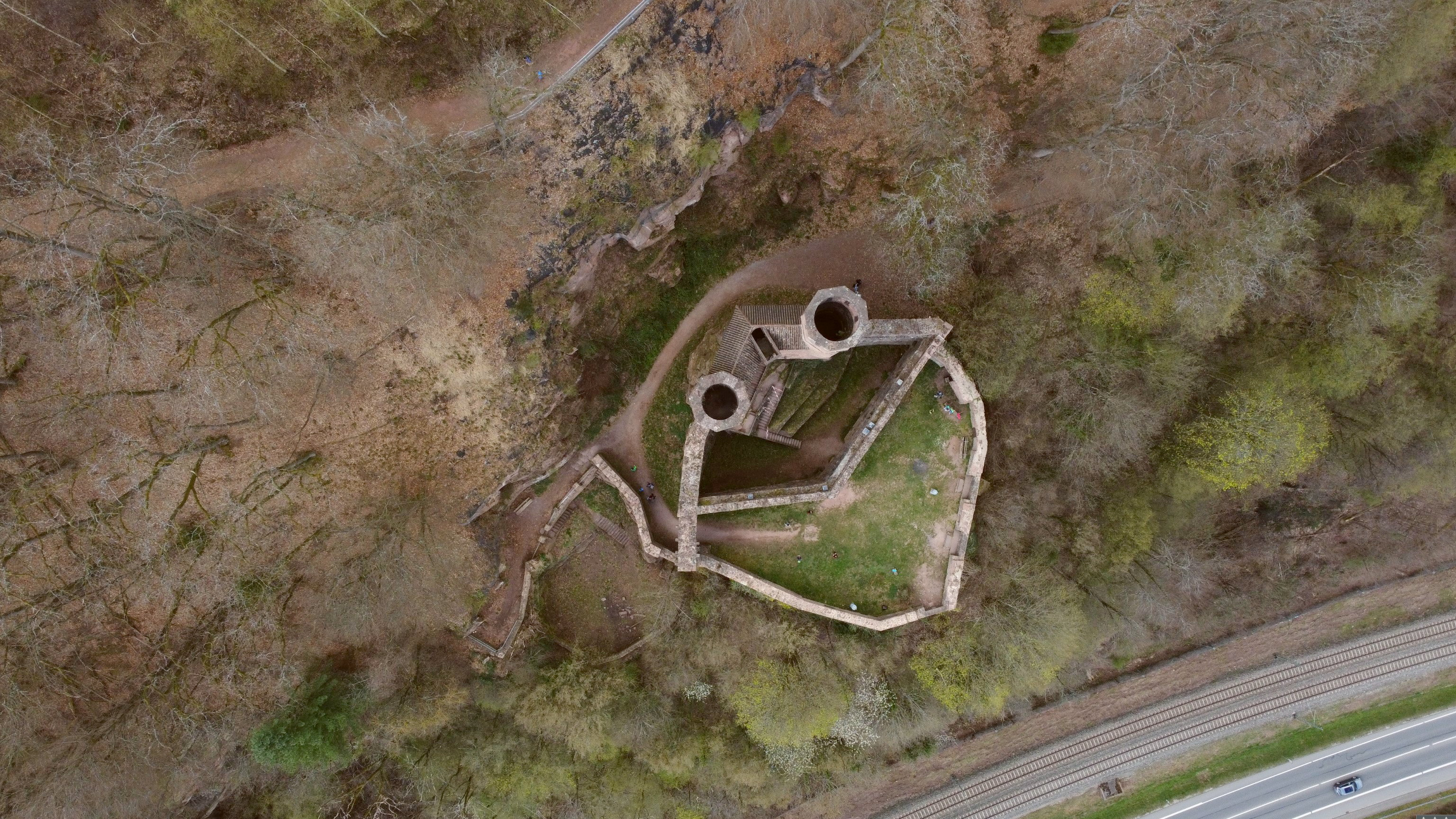
Luftbild der Ruine Schwalbennest mit Umgebung